# Empada

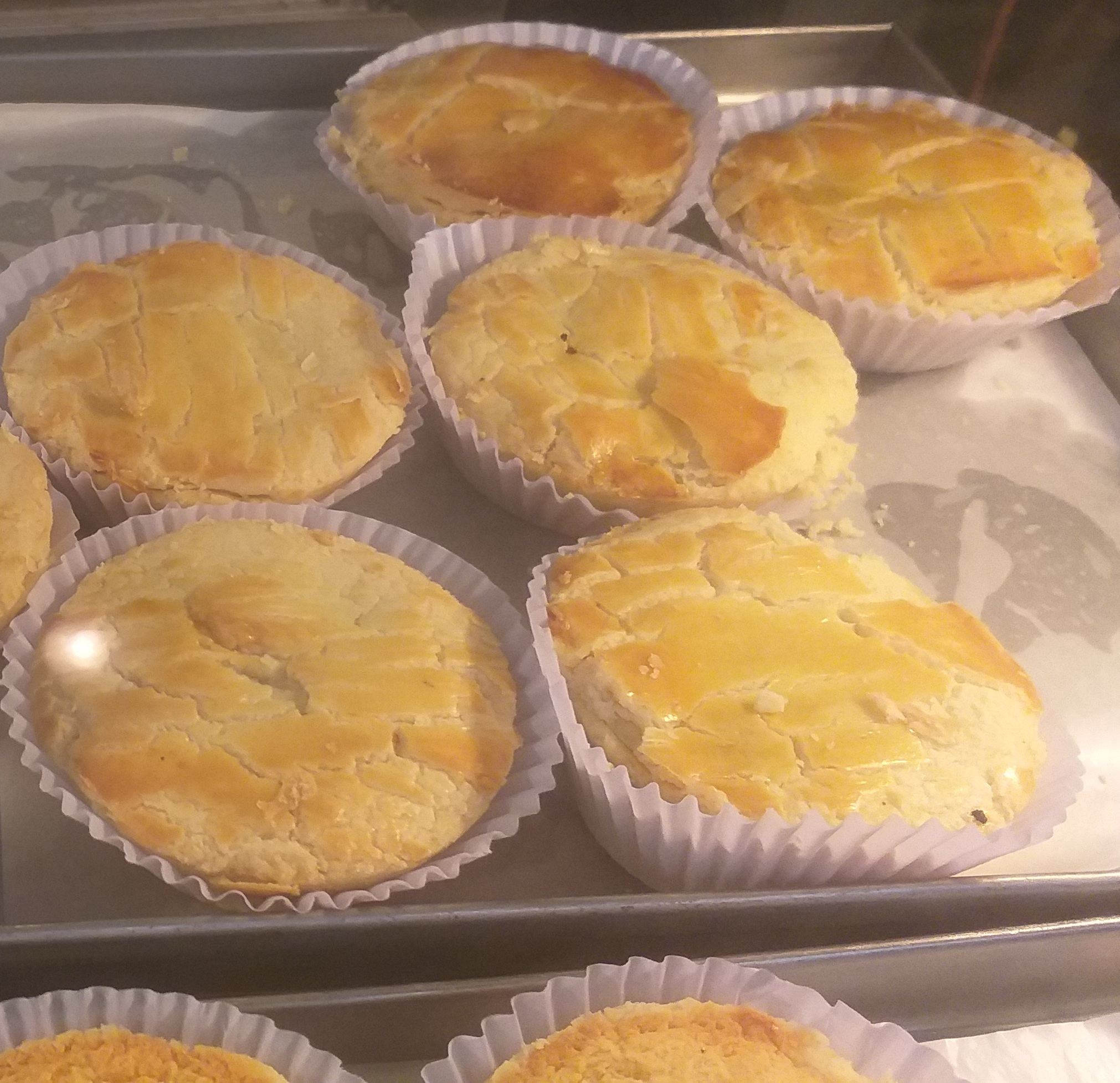
Empada de camarão brasileira.

A empada ou empadinha é uma espécie de salgado popular em Portugal e no Brasil. Normalmente consiste numa caixa de massa de farinha de trigo com um recheio, muitas vezes uma tampa da mesma massa, e se assam no forno.
Provavelmente tem origem nos pastelões portugueses, que consistiam em grandes tortas salgadas, com recheios diversos, com forte influência medieval. No século XIX os pastelões pequenos eram conhecidos como "empadas de caixa". Uma outra razão do sucesso das empadas e empadões era de que serviam como refeições para os seguidores da Igreja Católica nos dias de abstinência de consumo de carne de vaca ou suína. Em Portugal, as empadas de frango são hoje as mais populares, sendo possível encontrá-las na maior parte dos cafés e pastelarias, assim como adquiri-las em supermercados.
O salgado é feito de massa podre (massa preparada de farinha com gordura para assar), com recheios variados: carne, carne-seca, frango, requeijão (catupiry), camarão, palmito, entre outros.
A etimologia da palavra empada é uma simplificação para a palavra empanada (também usada no idioma espanhol), com origem no latim panis, que significa pão. O significado mais próximo seria de iguaria de massa com recheio de carne (normalmente), com fechamento (tampa) da própria massa. Nos Estados Unidos da América pode-se encontrar uma empada de frango, chamada "chicken pie", e na Inglaterra encontra-se uma empada de frango e cogumelos, e a famosa Melton Mowbray Pie, recheada com carne de porco picada e colágeno (gelatina).